# Pono
Pono je internetová služba a přehrávač hudby v digitálním formátu vysoké kvality, vyvíjený lidmi okolo hudebníka Neila Younga.

## Stručný popis
Pono je internetová služba a přehrávač vyvíjený lidmi okolo Neila Younga. Podle tiskových vyjádření i Youngovy autobiografie Hipíkovy sny je hlavním cílem „nabídnout posluchači digitální formát studiové kvality s co nejnižší možnou kompresí a překonat tak dnešní komprimovaný standard v podobě formátu mp3“, dále pak „přinést posluchači písně přesně jak znějí při prvním poslechu ve studiu při nahrávání“. Služba by se měla objevit na počátku roku 2014.
V září roku 2012 se Neil Young objevil v pořadu Late Show Davida Lettermana s prototypem Pono přehrávače. Velká Trojka hudebních společností Warner Music Group, Universal Music Group a Sony Music Entertainment potvrdily spolupráci a remaster svých současných hudebních katalogů pro toto zařízení.
Název Pono vychází z havajského slova pono, které je v knize Hipíkovy Sny definované jako "poctivý, dobrý".

## Podrobnosti
Neil Young si nejen v knize Hipíkovy Sny stěžuje na dnešní kvalitu digitální hudby. Nejčastěji uvádí jako příklad iTunes, Spotifi a různé streamovací služby, o kterých tvrdí, že nabízí pouhých 5% kvalitu původního zvuku. Kvalita CD je pak na tom o něco lépe, ale i tu Neil označil za hodně komprimovanou, s tím, že poslech hudby na člověka nepůsobí tolik jako kdysi poslech z vinylových desek a dnešní posluchači tak přichází o podstatnou část poslechu a kus umění. A právě to by měl řešit jeho produkt Pono, který nabídne digitální zvuk studiové kvality, jak zmínil v knize Hipíkovy Sny "zvuk 21. století" a dále dodává "Chci zachránit umění, jehož jsem po 50 let součástí". Ve zmíněné knize dodává, že Pono pustil několika hudebníkům a hudebním nadšenců a všichni do jednoho téměř okamžitě poznali markantní rozdíl mezi dnešní běžnou kvalitou hudby a systémem Pono. "Pono měli možnost slyšet hudebníci jako Tom Petty, Mike D z Beastie Boys, Flea z Red Hot Chili Peppers, Kid Rock a taky Mumford & Sons a My Morning Jacket. Všichni se s myšlenkou Pono ztotožňují a jsou nadšeni z představy, že by jejich posluchači mohli dostat stejně kvalitní nahrávky, jaké člověk slyší ve studiu."

## Formát
Pro uložení hudby Pono používá bezeztrátovou kompresi FLAC.

## Přehrávač
Pono přehrávač nese název PonoPlayer a byl vyvíjen za pomoci společnosti Ayre Acoustics. Dle oficiálních zpráv by měl mít paměť 128 GB, což umožní v závislosti na zvoleném rozlišení uložit 800 až 5000 písní ve vysoké kvalitě. PonoPlayer bude komunikovat s media manažerem v počítači, který umožní stahování a synchronizaci hudby. Zařízení bude stát 399$. Předobjednávky budou možné od 15. března.